# 1613

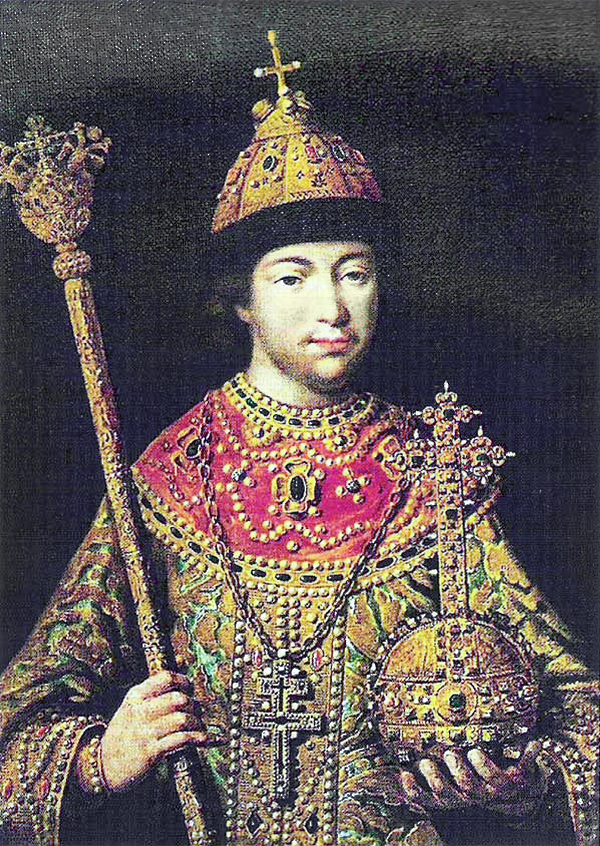
Michael I Romanov, Tsaar aller Russen

Het jaar 1613 is het 13e jaar in de 17e eeuw volgens de christelijke jaartelling.

## Gebeurtenissen
februari
- 21 - In het Ipatjev-klooster, waar hij zich heeft verborgen voor de Pools-Litouwse invasiemacht, wordt Michael Romanov, gekozen tot eerste tsaar uit het geslacht Romanov. Daarmee eindigt de Tijd der Troebelen.

maart
- 5 - In Amsterdam wordt vergunning verleend voor de grote uitleg. Begonnen wordt met het graven van de drie hoofdgrachten Herengracht, Keizersgracht en Prinsengracht.
- 26 - Erkenning van de eerste schermclub ter wereld, de Koninklijke en Ridderlijke Hoofdgilde van Sint-Michiel, in Gent door de aartshertogen Albrecht & Isabella.

april
- 24 - De Irokezen sluiten een handelsverdrag met de Nederlanders Jacob Eelckens en Hendrick Christiaenssen.

augustus
- 19 - In Venetië wordt Claudio Monteverdi met algemene stemmen gekozen en aangesteld als maestro di cappella aan de San Marco in Venetië

oktober
- 1 tot 3 - Met de "scherpe onderzoeking" van Eva Wennemekers van Kempen en haar dochter Grijedgen beginnen de heksenprocessen te Roermond, die ruim een jaar zullen duren.
- 13 - De Zevenburgse Landdag bekrachtigt de benoeming door de Osmaanse sultan van Bethlen Gabor tot koning.

december
- 25 - Jan, de tweede zoon van graaf Johan VII van Nassau-Siegen, bekeert zich tot ontzetting van zijn familie openlijk tot het Rooms-Katholicisme.

zonder datum
- Nederland bezet het westelijk deel van Timor.
- De Nederlandse ontdekkingsreiziger Adriaen Block verkent het gebied dat door Henry Hudson is ontdekt.
- Philippus Lansbergen en zijn zoon Pieter worden afgezet als predikanten te Goes. De afzetting geschiedt omdat beiden zich bemoeien met politiek en geneeskunde, zaken die niets met hun beroep als predikant te maken hebben.
- Voor het eerst bezoeken twee gezanten van de tsaar de Republiek, eigenlijk alleen om de kroning van tsaar Michajl aan te kondigen, maar zij gaan verder dan dat en worden er bij terugkeer lijfelijk voor bestraft[1]

## Bouwkunst

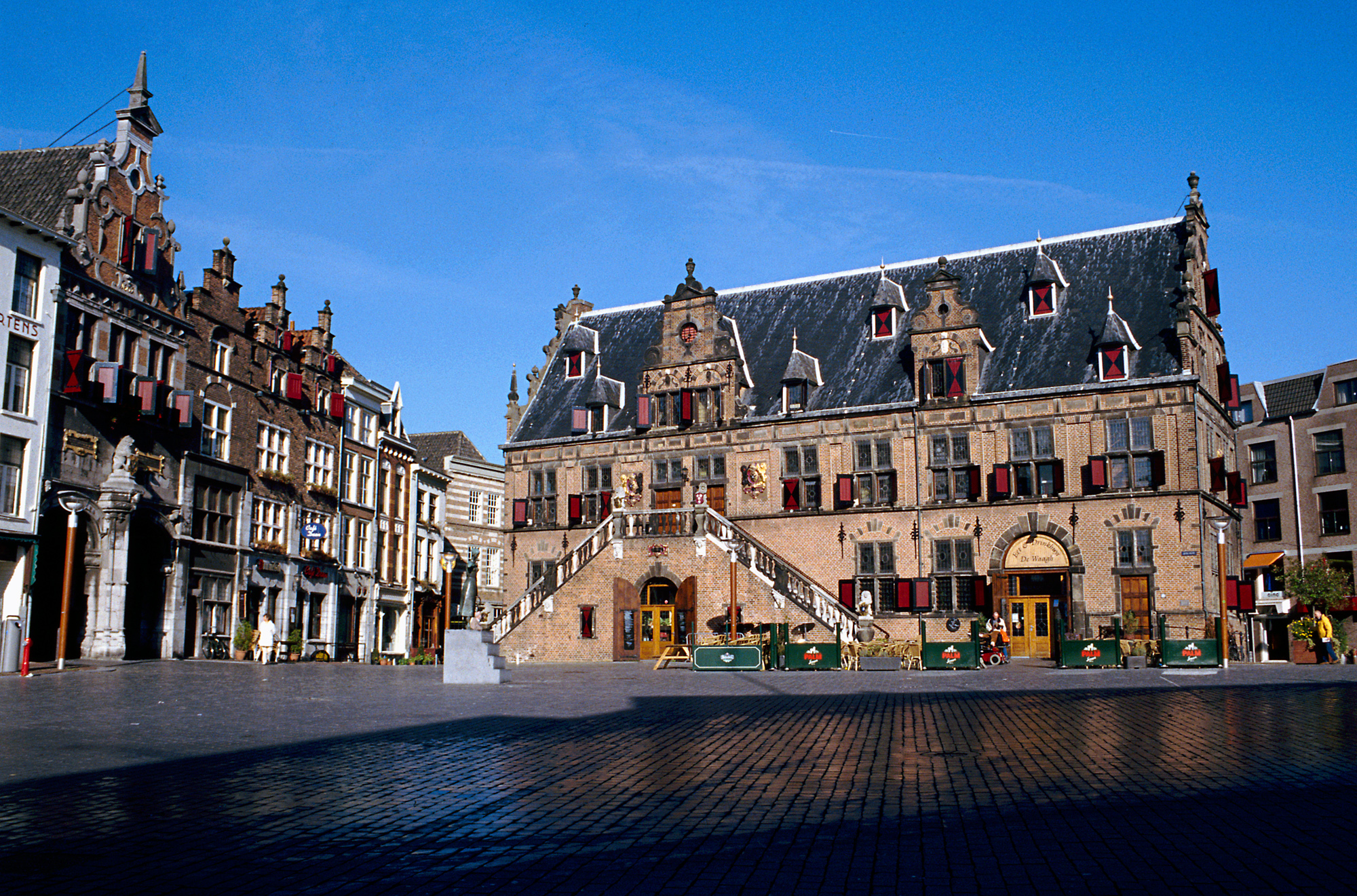
Boterwaag (Nijmegen) (ca. 1613) Cornelis Janssen van Delft

## Geboren
maart
- 24 - Antonia van Württemberg (1613-1679) - deskundige op het gebied van de Hebreeuwse taal, de rabbijnse literatuur en de kabbala

april
- 7 - Gerrit Dou (1613-1675) - kunstschilder, leerling van Rembrandt van Rijn

augustus
- 7 - Willem Frederik van Nassau-Dietz (1613-1664), latere stadhouder van Friesland, Groningen en Drenthe
- 11 - Christoph Kaldenbach (1613-1698), Duits dichter en componist

oktober
- 19 - Karel van Sezze, Italiaans mysticus en heilige (overleden 1670)

november
- 25 - Filips VII van Waldeck-Wildungen, Duits graaf (overleden 1645)

december
- 15 - François de La Rochefoucauld, Frans schrijver.

## Overleden
september
- 6 ? - Gesualdo da Venosa (47), prins van Venosa en Italiaans componist, luitspeler en edelman